# Red tolerante a demoras

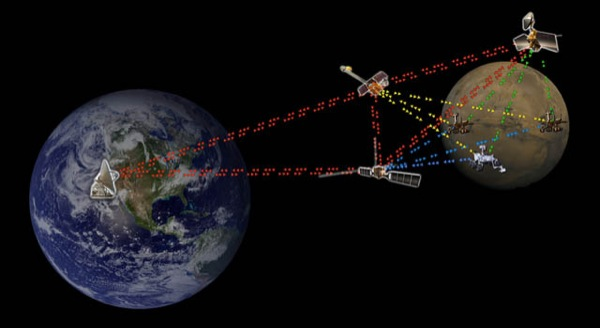
Ejemplo de funcionamiento del DTN.

Una Red Tolerante a Demoras (o DTN, del inglés Delay-tolerant networking) consiste en una arquitectura de red de computadoras, la cual busca superear los problemas técnicos de las redes heterogéneas que  les puede hacer falta la conectividad continua a la red; Como ejemplo de dichas redes son las que operan en ambientes móviles o situaciones de ambiente extremas, tales como las redes en el espacio exterior.
Recientemente las DTNs han ido perdiendo terreno gracias al abaratamiento y facilitación al acceso continuo a las redes. 
Este tipo de arquitectura de red inició como una solución a los problemas recurrentes de continuidad en la red DARPA y el ascenso de UNIX y su programa UUCP ; Las demoras pueden suceder por los límites de rango de la radio inalámbrica, dispersión de los nodos, fallos eléctrico, ataques y ruidos en el canal de comunicación.

## Historia
En los años 70, el decreciente tamaño de los ordenadores, los investigadores empezaron el desarrollo de tecnología para rutas entre ubicaciones no fijas de los ordenadores. Mientras que en el campo de las Rutas A Cabalidad (ad-hoc, que estaba inactivo hacia los 80's, el crecimiento de los protocolos inalámbricos revivieron dicho campo en los 90's como redes móviles ad hoc (MANET) y además las redes ad hoc vehiculares comenzaron a volverse áreas de interés creciente.
Concurrentemente, pero separado de las actividades de MANET, DARPA encontró a la NASA, el MITRE y otros para comenzar el desarrollo del Internet Interplanetario (IPN). El pionero de Internet Vint Cerf junto con otros participantes, desarrollaron la arquitectura IPN inicial, relacionada con la necesidad de tecnologías en red que puedan manejar con retardos significativos y ruptura de paquetes en las comunicaciones en el espacio profundo.
Ya en el 2002, Kevin Fall inició a adaptar algunas ideas del diseño de  la IPN para redes terrestres e introdujo el término "Redes tolerantes a demora"
("Delay-tolerant networking") y el acrónimo DTN. una publicación de 2003 de la conferencia SIGCOMM da motivación a las DTNs.
A mediados de los años 2000 aumentó el interés en las DTN's, incluyendo un número cada vez mayor de Conferencia académicas en el retardo y la tolerancia a fallos, y el interés creciente en combinar el trabajo de las redes de sensores 
y las MANETs con el trabajo sobre DTNs. Este campo dio varias optimizaciones a los clásicos algoritmos DTN y ad hoc e iniciaron a examinarse factores tales como la seguridad, confiabilidad, verificabilidad y otras áreas de la investigación bien entendidas en las redes computacionales tradicionales.